# Nombre de Dios (Messico)
Nombre de Dios è un comune del Messico, situato nello stato di Durango.